# Илюзия
Илюзия (на латински: illusio — заблуждение, измама) е измама на сетивата, изопачено възприемане на действителността. В преносен смисъл това е напразна надежда, мечта, която не може да се сбъдне. Илюзиите могат да възникнат у психически здрави хора.

## Видове илюзии
- Физически илюзии – свързани са с действащите обективни закони на физиката (например сламка в чаша с вода изглежда пречупена – виж пречупване).
- Оптични илюзии – неточности на зрителното възприятие, предизвикани от неадекватност в процеса на възприемане на зрителния образ.
- Звукови илюзии, например тон на Шепард.